# Скокова Юлія Ігорівна
Юлія Ігорівна Скокова (рос. Юлия Игоревна Скокова, 1 грудня 1982) — російська ковзанярка, олімпійська медалістка. 
Бронзову олімпійську медаль Скокова здобула в командній гонці переслідування на Іграх 2014 року в Сочі. 
1. 1 2  Olympedia — 2006.